# Leucospis mexicana
Leucospis mexicana är en stekelart som beskrevs av Walker 1862. Leucospis mexicana ingår i släktet Leucospis och familjen Leucospidae. Inga underarter finns listade i Catalogue of Life.